# شرکت نفت رأس الخیمه
شرکت نفت رأس الخیمه (به عربی: شركة بترول رأس الخيمة) شرکت نفت و گاز اماراتی است، که در زمینه تولید نفت خام، گاز طبیعی، ال‌ان‌جی و ال‌پی‌جی، روان‌سازها و محصولات پتروشیمی فعالیت می‌نماید. 
شرکت نفت رأس الخیمه در سال ۲۰۰۵ توسط سعود بن صقر القاسمی راه‌اندازی شد و در حال حاضر دارای عملیات در کشورهای کردستان عراق، یمن، عمان، امارات متحده عربی و تونس می‌باشد.
دفتر مرکزی این شرکت در شهر دوبی، امارات متحده عربی قرار دارد. بخشی از سهام این شرکت در بازار بورس اوراق بهادار اسلو معامله می‌شود. بیژن مصور رحمانی هم‌اکنون مدیرعاملی شرکت نفت رأس الخیمه را در اختیار دارد. این شرکت مالک ۴۲٫۸٪ درصد از سهام شرکت نفت و گاز نروژی دی‌ان‌او اینترنشنال می‌باشد.